# Santander, la ciudad en llamas
Santander, la ciudad en llamas es una película española de 1944, dirigida por Luis Marquina. Fue escrita y producida por Germán López Prieto.

## Sinopsis
Al finalizar la guerra civil española, el indiano Pedro Bárcenas (Félix de Pomés) decide regresar a Santander e invertir su capital en la reconstrucción. En el barco traba amistad con Tony Cortés (Ricardo Merino).  Tony se asocia con don Pedro en sus negocios y corteja a su sobrina Mariuca (Rosita Yarza), intentando separarla de su novio de toda la vida, Felipe (Luis Arroyo). Tony resulta ser un estafador que secuestra a Mariuca. En la ciudad se declara un pavoroso incendio. Don Pedro intenta rescatar a su hermana de las llamas.

## Comentarios
Melodrama en la línea de San Francisco ambientado en el incendio de Santander de 1941.